# 小行星39678
小行星39678（39678 Ammannito）是一颗绕太阳运转的小行星，为主小行星带小行星。该小行星于1996年6月12日发现。
該小行星以義大利天文學家埃萊奧諾拉·阿曼尼托（Eleonora Ammannito）命名。

## 轨道参数
小行星39678的轨道半长轴为2.3014125 UA，离心率为0.146。